# Szojda
Szojda – polskie nazwisko. Na początku lat 90. XX wieku w Polsce nosiło je 403 osoby.

## Osoby noszące nazwisko Szojda
- Damian Szojda OFM – polski biblista, franciszkanin